# Vocal mitjana anterior no arrodonida
La vocal mitjana anterior no arrodonida és un tipus de so vocàlic utilitzat en algunes llengües. L'Alfabet Fonètic Internacional no disposa de cap símbol específic per a la representació d'aquesta vocal, articulada a mig camí entre la semitancada [e] i la semioberta [ɛ] (el motiu és que no hi ha cap llengua coneguda que contrasti aquests tres sons). Alguns lingüistes (concretament sinologistes) utilitzen [E], mentre la representació més comuna i estesa és amb diacrítics, o bé d'abaixada [e̞] o bé de pujada [ɛ̝].
Moltes llengües, com el castellà, el japonès, el coreà, el grec, l'hebreu i el turc, posseeixen una vocal mitjana anterior no arrodonida la qual és fonèticament distinta de les vocals semitancades i semiobertes. Així mateix, alguns dialectes anglesos també disposen de tal vocal mitjana.
En català estàndard no existeix aquest so, no obstant això es dona en alguerès, català septentrional, i parlars influenciats per la fonètica castellana.

## Característiques
- L'altura vocàlica és mitjana, això significa que la llengua es col·loca entre una vocal semitancada i una vocal semioberta.
- La posteriotat vocàlica és anterior, això vol dir que la llengua es col·loca el més cap endavant possible sense crear una constricció que la classificaria com a consonant.
- És una vocal no arrodonida, és a dir, els llavis no són pas arrodonits i estan en posició de repòs.

### Ocorre en
| Llengua    | Llengua              | Mot                 | AFI          | Significat     | Notes                                                                                            |
| ---------- | -------------------- | ------------------- | ------------ | -------------- | ------------------------------------------------------------------------------------------------ |
| Anglès     | Yorkshire            | play                | [ple̞ː]       | 'jugar, tocar' | Vegeu la fonologia de l'anglès                                                                   |
| Castellà   | Castellà             | bebé                | [be̞ˈβ̞e̞]      | 'nadó'         | Vegeu la fonologia del castellà                                                                  |
| Català     | Català septentrional | sec                 | [ˈse̞k]       | 'sec'          | /ɛ/ i /e/ es fan [e̞] en aquests dialectes. Vegeu la fonologia del català                         |
| Català     | Alguerès             | sec                 | [ˈse̞k]       | 'sec'          | /ɛ/ i /e/ es fan [e̞] en aquests dialectes. Vegeu la fonologia del català                         |
| Coreà      | Coreà                | 베개                | [pe̞ˈɡɛ]      | 'coixí'        | Vegeu la fonologia del coreà                                                                     |
| Finès      | Finès                | menen               | [me̞ne̞n]      | '(jo) aniré'   | Vegeu la fonologia del finès                                                                     |
| Grec       | Grec                 | φαινόμενο/fainómeno | [fe̞ˈnome̞no]  | 'fenomen'      | Vegeu la fonologia del grec modern                                                               |
| Hebreu     | Hebreu               | חלק                 | [ˈχe̞le̞k]     | 'part'         | Les vocals hebrees no es mostren en l'escriptura, vegeu Niqqud i la fonologia de l'hebreu modern |
| Hongarès   | Hongarès             | hét                 | [he̞ːt]       | 'set'          | Vegeu la fonologia de l'hongarès                                                                 |
| Japonès    | Japonès              | 笑み                | [é̞mì]        | 'somriure'     | Vegeu la fonologia del japonès                                                                   |
| Romanès    | Romanès              | fete                | [ˈfe̞te̞]      | 'noies'        | Vegeu la fonologia del romanès                                                                   |
| Rus        | Rus                  | человек             | [t͡ɕɪlɐˈvʲe̞k] | 'persona'      | Ocorre només darrere de consonants suaus. Vegeu la fonologia del rus                             |
| Serbocroat | Serbocroat           | жена/žena           | [ʒe̞na]       | 'dona'         | Vegeu la fonologia del serbocroata                                                               |
| Tagàlog    | Tagàlog              | daliri              | [dɐˈliɾe̞]    | 'dit'          | Vegeu la fonologia del tagàlog                                                                   |
| Turc       | Turc                 | ev                  | [e̞v]         | 'casa'         | Vegeu la fonologia del turc                                                                      |